# Cantonul Dieulouard
Cantonul Dieulouard este un canton din arondismentul Nancy, departamentul Meurthe-et-Moselle, regiunea Lorena, Franța.

## Comune
| Comune                    | Populație (1999) | Cod poștal | Cod INSEE |
| ------------------------- | ---------------- | ---------- | --------- |
| Blénod-lès-Pont-à-Mousson | 4.899            | 54700      | 54079     |
| Dieulouard                | 4.838            | 54380      | 54157     |
| Fey-en-Haye               | 64               | 54470      | 54193     |
| Jezainville               | 889              | 54700      | 54279     |
| Maidières                 | 1.366            | 54700      | 54332     |
| Montauville               | 1.092            | 54700      | 54375     |
| Norroy-lès-Pont-à-Mousson | 1.046            | 54700      | 54403     |
| Pagny-sur-Moselle         | 4.078            | 54530      | 54415     |
| Prény                     | 340              | 54530      | 54435     |
| Vandières                 | 929              | 54121      | 54546     |
| Villers-sous-Prény        | 340              | 54700      | 54579     |